# Centaurea montis-borlae
Centaurea montis-borlae là một loài thực vật có hoa trong họ Cúc. Loài này được Soldano mô tả khoa học đầu tiên năm 1979.